# 押見啓太
押見 啓太（おしみ けいた、1987年3月18日 - ）は、東京都出身の俳優である。元ジャパンアクションエンタープライズ所属。

## 主な出演作品

### テレビ
- 警部補 矢部謙三 第1話（2010年4月9日 - 5月14日、テレビ朝日）（テロリスト役）
- チェイス〜国税査察官〜 第5話（2010年4月17日 - 5月22日、NHK）（私服警官役）
- まっつぐ〜鎌倉河岸捕物控〜 第12・最終話（2010年4月17日 - 8月14日、NHK）（菊三役）
- run for money 逃走中 日本昔話（2010年6月27日、フジテレビ）
- 龍馬伝（2010年1月3日 - 11月28日、NHK）
- 新選組血風録（2011年4月 - 6月、NHK）（武士役）
- 塚原卜伝 第5話（2011年、NHK）（捕り方役）
- 戦国男子（2011年、U局）（相馬一派役）
- 陽だまりの樹 第9話（2012年、NHK）（浪人役）
- 特命係長 只野仁ファイナル（2012年、テレビ朝日）（チンピラ役）
- クロヒョウ2 龍が如く 阿修羅編（2012年4月 - 6月、毎日放送）（若者役）

### 映画
- デスノート the Last name（2006年、ワーナー・ブラザース映画）
- ブルーバレンタイン3D〜リベンジガール〜（2011年）（臼井の手下）
- BRAVE HEARTS 海猿 （2012年、東宝）（海保役）
- エイトレンジャー∞（2012年、東宝）（テロリスト/ヒーロー吹き替え）

### 舞台
- 絆・KIZUNA（2009年6月30日 - 7月5日、シアターサンモール）
- 大江戸りびんぐでっど/野田版 鼠小僧（2009年12月2日 - 12月26日）（ACTIONクルー）
- 天聖八剣伝（2010年6月19日 - 27日、天王洲銀河劇場）（アンサンブル）
- ろくでなしBLUES（2010年12月4日 - 12日、天王洲銀河劇場）（アンサンブル）
- 新・水滸伝（2011年6月4日 - 24日、中日劇場）（アンサンブル）
- 劇団EXILE レッド クリフ-愛-（2011年8月8日 - 31日、ル テアトル銀座 by PARCO）（アンサンブル）
- 裏切りは僕の名前を知っている（2011年12月21日 - 25日、博品館劇場）（ハイド役）
- 「新生ROCK MUSICAL BLEACH PEPRISE」（2012年、品川ステラホール）（アンサンブル）
- 「VISUALIVE ペルソナ4」（2012年3月15日-20日、サンシャイン劇場）（アンサンブル）
- WBB vol.2 「プレイスター」（2012年4月25日 - 5月6日、全労済ホールスペース・ゼロ）（アンサンブル）
- コクーン歌舞伎第13弾「天日坊」（2012年、シアターコクーン他）（アンサンブル）
- 里見八犬伝（2012年11月16日 - 30日、新国立劇場、NHK大阪ホール）（アンサンブル）

### イベント
- FILA100th バイラルムービーイベント（2011年、赤レンガ倉庫）（パフォーマー）